# 福岡県道・佐賀県道17号久留米基山筑紫野線
福岡県道・佐賀県道17号久留米基山筑紫野線（ふくおかけんどう・さがけんどう17ごう くるめきやまちくしのせん）は、福岡県久留米市から佐賀県鳥栖市・鳥栖筑紫野道路を経由して、福岡県筑紫野市に至る県道（主要地方道）である。

## 概要
福岡県久留米市中央町から佐賀県鳥栖市を経由して、福岡県筑紫野市武蔵5丁目に至る。
福岡県道31号福岡筑紫野線を道なりに南進するとそのまま本路線に接続し、両路線で福岡市と鳥栖市・久留米市を結ぶ主要ルートの一つを構成する。久留米市内の一部区間(起点から小森野一丁目交差点まで)を除くとほぼ全線において4車線である。2007年（平成19年）5月9日に鳥栖筑紫野道路が無料化される以前は、「鳥栖筑紫野有料道路」として有料道路であった経緯により、門前交差点（鳥栖市神辺町）から終点である武蔵交差点（筑紫野市武蔵5丁目）にいたる区間は10 km以上にわたって信号機、交差点、が存在しないため、一般的な道路と比較すると、交通量に比して渋滞が少なく快適な移動が可能な区間が多い。

### 路線データ
- 起点：福岡県久留米市中央町（市役所西交差点、福岡県道46号久留米停車場線交点）
- 終点：福岡県筑紫野市武蔵5丁目（武蔵交差点、福岡県道7号筑紫野インター線・福岡県道31号福岡筑紫野線交点）

## 歴史
- 1982年（昭和57年）4月1日 - 建設省（現・国土交通省）が主要地方道に指定。
- 1983年（昭和58年） - 福岡県・佐賀県が整理番号を「17」とする。
- 1993年（平成5年）5月11日 - 建設省から、県道久留米基山筑紫野線が久留米基山筑紫野線として主要地方道に再指定される[1]。

## 路線状況

### 別名
- 久留米医大通り（久留米市）
- 5号線（こちらを参照）
  - 福岡県道5号は大牟田南関線、佐賀県道5号は伊万里松浦線とそれぞれ全く別の路線である。

### 道路施設

#### 橋梁
起点から
- 福岡県
  - 小森野橋（筑後川、久留米市）
  - 新浜橋（宝満川、久留米市 - 佐賀県鳥栖市）
- 佐賀県
  - 一の鳥橋（鳥栖市）
  - 粛正橋（石橋川、鳥栖市）
  - 真南橋（驫木川、鳥栖市）
  - 驫木橋（薬師川、鳥栖市）

## 地理

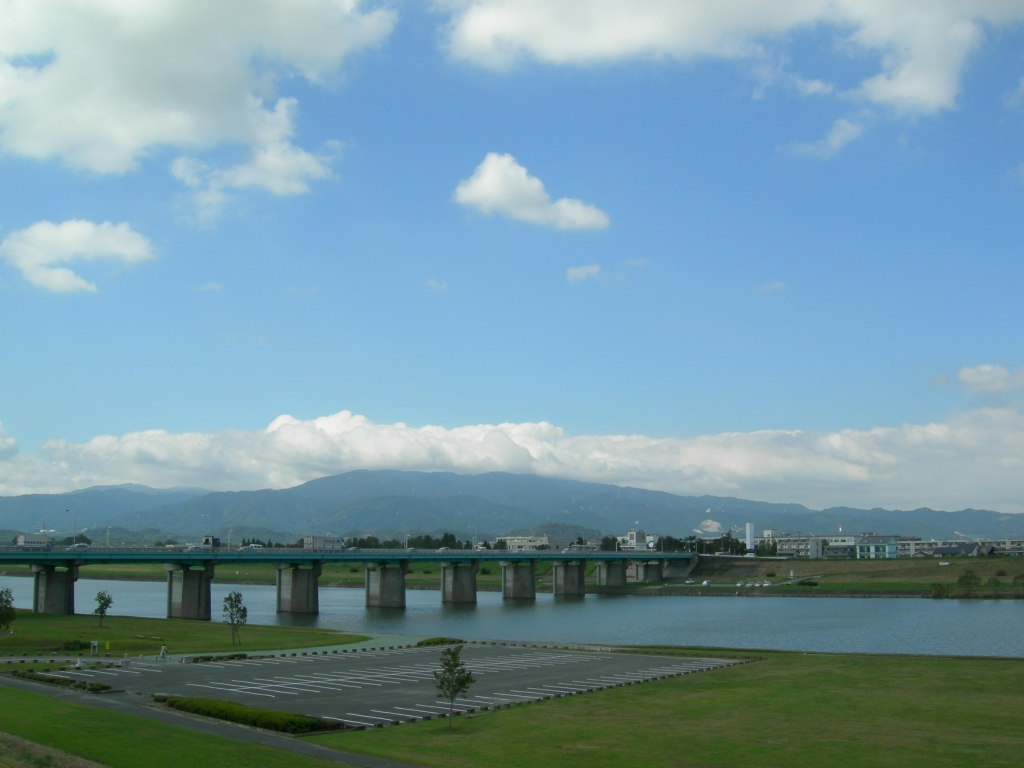
筑後川に架かる小森野橋

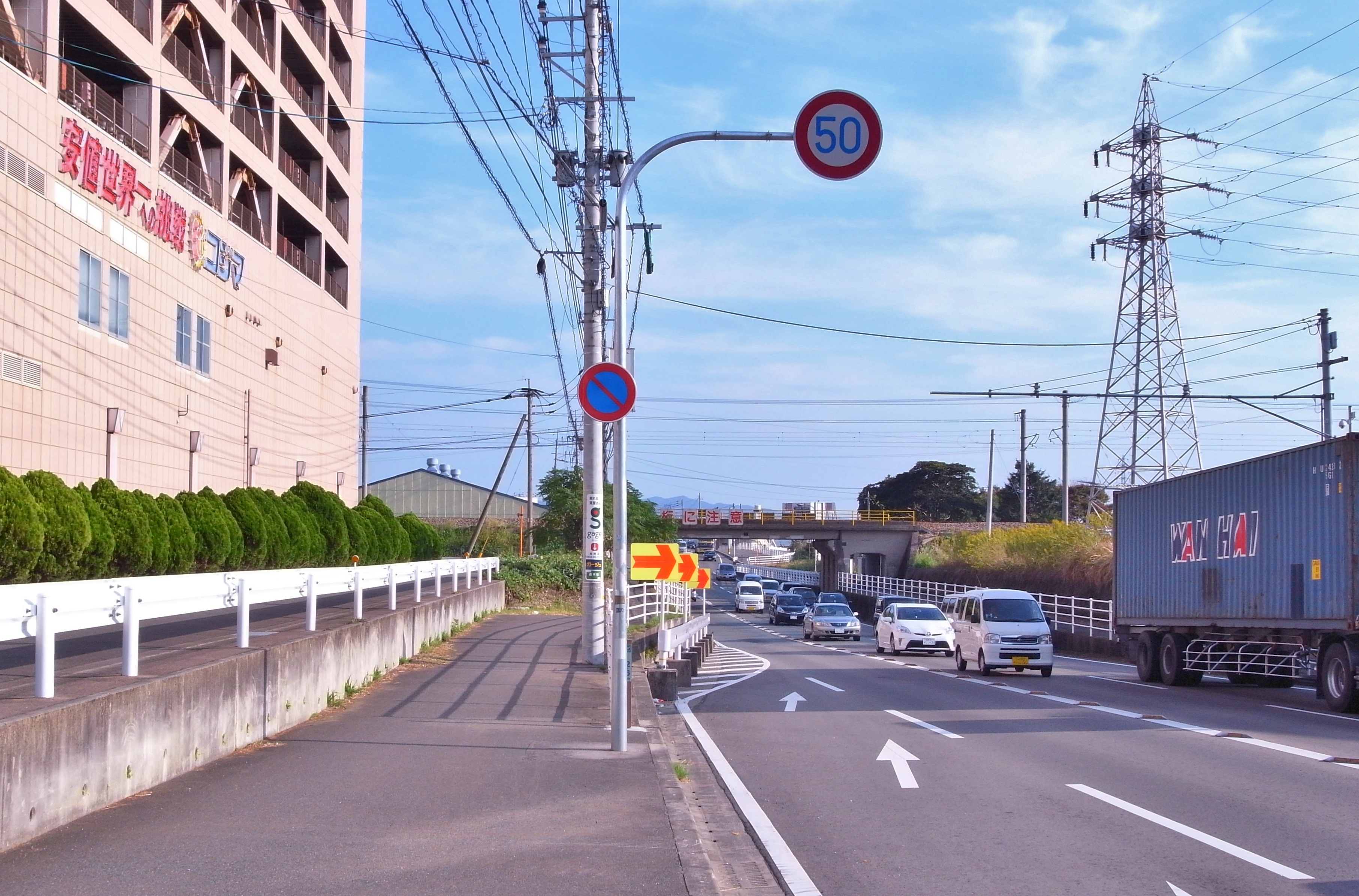
突然1車線になる箇所（鳥栖市轟木町）
2012年10月

### 通過する自治体
- 福岡県
  - 久留米市
- 佐賀県
  - 鳥栖市
  - 三養基郡基山町
- 福岡県
  - 筑紫野市

### 交差する道路
| 交差する道路                                         | 都道府県名 | 市町村名 | 市町村名 | 交差する場所  | 交差する場所          |
| ---------------------------------------------------- | ---------- | -------- | -------- | ------------- | --------------------- |
| 福岡県道46号久留米停車場線                           | 福岡県     | 久留米市 | 久留米市 | 中央町        | 市役所西交差点 / 起点 |
| 佐賀県道336号中原鳥栖線                              | 佐賀県     | 鳥栖市   | 鳥栖市   | 真木町        | 真木町交差点          |
| 国道34号                                             | 佐賀県     | 鳥栖市   | 鳥栖市   | 轟木町        | 轟木二本黒木交差点    |
| 佐賀県道348号新鳥栖停車場線 / 旧道                   | 佐賀県     | 鳥栖市   | 鳥栖市   | 轟木町        | 四本松交差点          |
| 佐賀県道31号佐賀川久保鳥栖線                         | 佐賀県     | 鳥栖市   | 鳥栖市   | 蔵上          | 平塚交差点            |
| 佐賀県道329号九千部山公園線                          | 佐賀県     | 鳥栖市   | 鳥栖市   | 弥生が丘7丁目 | 柚比IC                |
| 佐賀県道・福岡県道137号基山平等寺筑紫野線            | 佐賀県     | 三養基郡 | 基山町   | 大字園部      | 園部IC                |
| 佐賀県道300号基山公園線                              | 佐賀県     | 三養基郡 | 基山町   | 大字宮浦      | 宮浦IC                |
| 国道3号                                              | 福岡県     | 筑紫野市 | 筑紫野市 | 大字原田      | [ 注釈 1 ]            |
| 福岡県道582号山口原田線                              | 福岡県     | 筑紫野市 | 筑紫野市 | 大字筑紫      | 城山IC                |
| 佐賀県道・福岡県道137号基山平等寺筑紫野線            | 福岡県     | 筑紫野市 | 筑紫野市 | 大字上古賀    | 三本松IC              |
| 福岡県道7号筑紫野インター線 福岡県道31号福岡筑紫野線 | 福岡県     | 筑紫野市 | 筑紫野市 | 武蔵2丁目     | 武蔵交差点 / 終点     |

### 交差する鉄道
- 鹿児島本線
- 長崎本線

### 沿線
- 久留米市役所
- 久留米市立城南中学校
- 久留米市立篠山小学校
- 久留米大学
- 鳥栖プレミアム・アウトレット